# Guilherme Augusto Inácio da Cunha Guimarães
Guilherme Augusto Inácio da Cunha Guimarães GCC (Guimarães, São Jorge de Selho, 25 de novembro de 1877 — Pevidém, 17 de julho de 1957) foi o 35.º bispo da Diocese de Angra, governando de 1928 a 1957.

## Biografia
Filho de João Inácio da Cunha Guimarães e de sua mulher Ana de Jesus Costa.
Depois de ter feito os estudos preparatórios no Seminário de Guimarães, concluiu em 1900 o curso de Teologia no Seminário Conciliar de Braga, sendo ordenado presbítero a 22 de Setembro de 1900 e celebrado a sua primeira missa a 7 de Outubro imediato na igreja paroquial da sua terra natal.
A sua primeira nomeação eclesiástica ocorreu em 1901 quando foi escolhido para coadjutor do abade de São Miguel de Serzedo, a quem no ano imediato sucedeu na paróquia. Em 1903 foi nomeado pároco de São Miguel do Paraíso, uma freguesia no concelho de Guimarães.
A 5 de Dezembro de 1915 foi transferido para o cargo de pároco da freguesia de São Miguel de Caldas de Vizela, cargo que ocupou cerca de 13 anos até ser eleito bispo de Angra em 20 de Junho de 1928.
A sagração episcopal de D. Guilherme Augusto Inácio da Cunha Guimarães ocorreu a 2 de Setembro de 1928 na Igreja de São Francisco de Guimarães. Foi sagrante do novo bispo D. Manuel Vieira de Matos, arcebispo primaz de Braga, assistindo como co-sagrantes D. António Bento Martins, bispo de Bragança-Miranda, e D. Agostinho de Jesus e Sousa, bispo coadjutor de Lamego. Esteve presente, em lugar de honra, o bispo cessante de Angra, D. António Augusto de Castro Meireles.
Ainda em Guimarães, assinou a sua primeira provisão, datada de 5 de Setembro de 1928, pela qual nomeou governador do bispado o arcediago Dr. José Bernardo de Almada, figura que teria grande relevância durante o governo do novo prelado.
O novo bispo fez a sua entrada solene na cidade de Angra do Heroísmo a 28 de Novembro de 1928, desembarcando pelo cais do Porto das Pipas, devido à agitação do mar não permitir o uso da tradicional escadaria do Cais da Alfândega. Seguindo a tradição, entrou na Igreja da Misericórdia, onde ajoelhou diante a imagem do Senhor Santo Cristo da Misericórdia, padroeiro da ilha Terceira e se paramentou. Prosseguiu depois em imponente cortejo até à Sé Catedral de Angra, onde foi recebido com um solene Te Deum.
Pouco depois de entrar na sua diocese adoeceu gravemente, o que o fez retornar à sua terra natal, permanecendo fora dos Açores até 14 de Novembro de 1929. Durante esta ausência, o governo da diocese foi assegurado pelo arcediago José Bernardo de Almada, que se houve com notável competência.
Deve-se a este prelado a construção do actual edifício do Seminário Episcopal de Angra, que inaugurou em 1933. As grandes obras que encontrou em curso quando entrou na Diocese ocuparam boa parte do seu tempo, dadas as dificuldades financeiras que teve de ultrapassar.
Desde o início do seu episcopado desenvolveu importante acção pastoral, proferindo alocuções ao clero reunido por ocasião das conferências eclesiásticas. Neste âmbito também introduziu nos Açores a Acção Católica, obtendo a criação da secção agrária católica. Também se lhe deve a introdução nos Açores da Obra do Gaiato e a fundação da correspondente estrutura canónica.
Deve-se a este bispo o fomento da criação do Montepio Eclesiástico Açoriano, o qual funcionava como complemento da Caixa de Previdência do Clero Português, entretanto criada por alvará de 29 de Novembro de 1939 do Subsecretário de Estado das Corporações. Também alterou o estatuto da Associação de Sufrágios Mútuos dos Açores, que fora aprovado por provisão de 25 de Maio de 1895 do bispo D. Francisco José Ribeiro Vieira e Brito.
Durante o seu governo visitou pastoralmente todas as ilhas do arquipélago, demorando-se repetidas vezes na ilha de São Miguel.
A 19 de Novembro de 1941 foi agraciado com a Grã-Cruz da Ordem Militar de Cristo.
Era um devoto do culto a Nossa Senhora de Fátima, impulsionando a sua divulgação e promovendo a construção de ermidas e a compra de imagens às quais deu grande relevo. A 13 de Março de 1944, na sequência do desembarque de forças inglesas na ilha Terceira, fez um voto, em nome da Diocese, de cingir a fronte da imagem de Nossa Senhora de Fátima que instalara na Sé de Angra, com uma coroa de ouro, se Portugal não se envolvesse na Segunda Guerra Mundial, promessa que cumpriu em cerimónia realizada na Sé a 13 de Junho de 1946. Também presidiu às comemorações do 4.º Centenário da criação da Diocese de Angra, realizando luzidas cerimónias.
Por uma sua instrução pastoral datada de 3 de Julho de 1940 regulou alguns aspectos de carácter religioso e administrativo dos cartórios paroquiais. Também reorganizou os serviços da Cúria por decreto de 25 de Novembro de 1946. 
Seguindo o padrão da maioria dos bispos dos séculos XIX e XX procurou dominar e reprimir as coroações e festas organizadas pelas Irmandades do Divino Espírito Santo, entendidas pela ortodoxia católica como meros divertimentos profanos. Chegou a proibir todas as manifestações públicas do culto católico associadas aos festejos do Espírito Santo, o que lhe causou grandes inimizades e forte contestação popular.
Dentro do espírito nacionalista do Estado Novo organizou múltiplas cerimónias em que juntava a glorificação histórica à componente religiosa. Ficou célebre neste campo a iniciativa publicitada pelo jornal católico A União de fazer em Angra do Heroísmo, a 6 de Agosto de 1950, uma festa dos santos padroeiros de todas as paróquias da ilha Terceira, com um cortejo com representação de todas as freguesias, comemorando os 500 anos do povoamento da ilha.
Com chegada de D. Manuel Afonso de Carvalho, bispo coadjutor com direito a sucessão, D. Guilherme Augusto Inácio da Cunha Guimarães, muito doente, retirou-se da Diocese de Angra, vindo a falecer na sua vila natal de Pevidém, onde se efectuaram solenes exéquias.